# Lilli Palmer

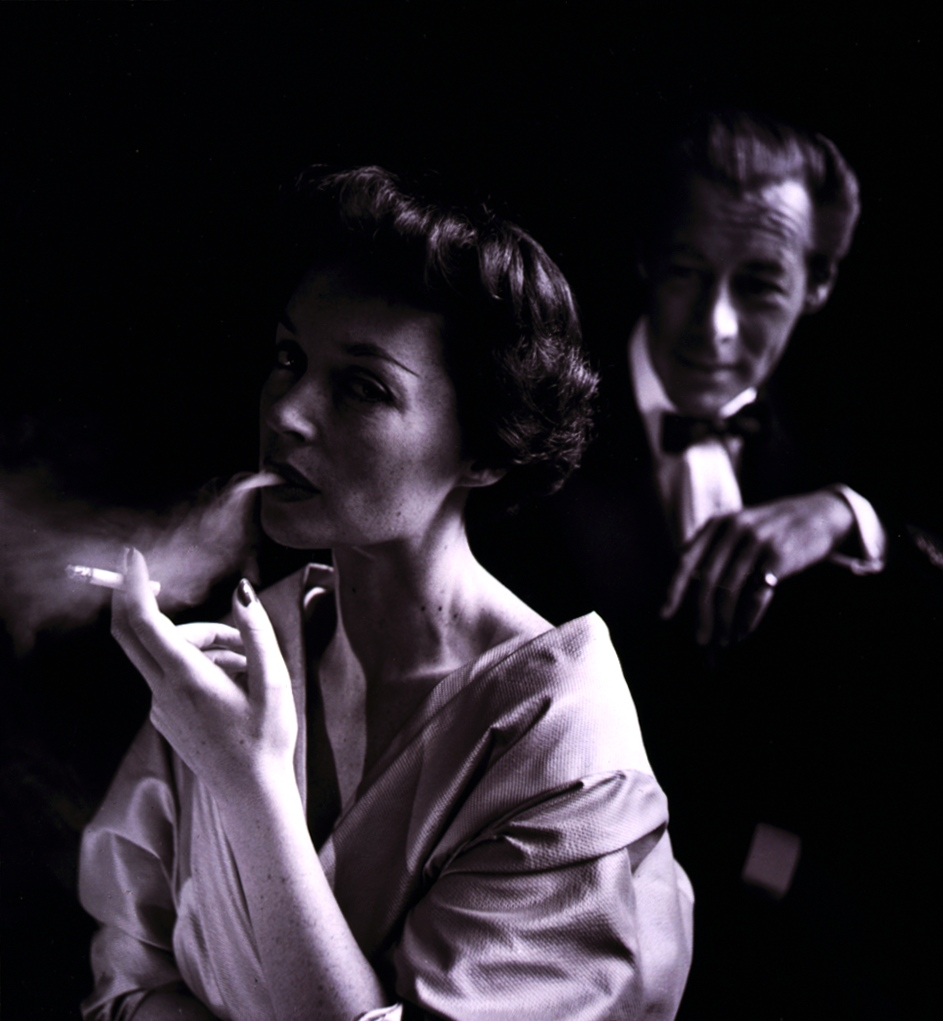
Lilli Palmer i Rex Harrison, 1950

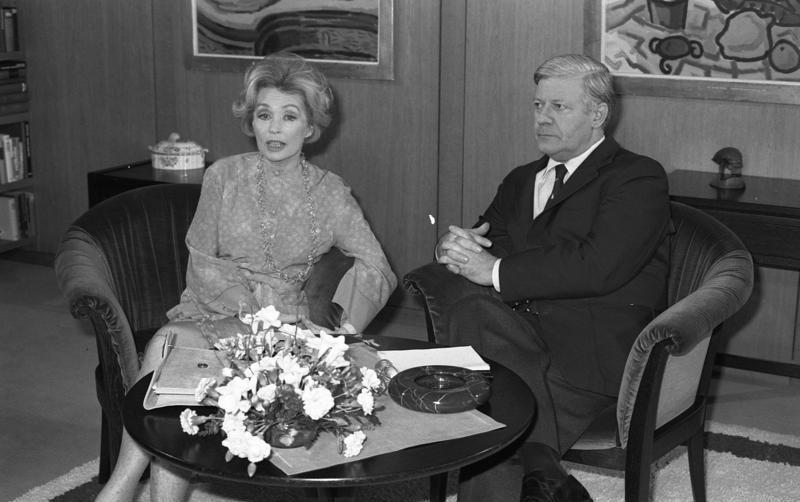
Lilli Palmer i kanclerz Helmut Schmidt, 1982

Lili Palmer, właśc. Lillie Marie Peiser (ur. 24 maja 1914 w Poznaniu, zm. 27 stycznia 1986 w Los Angeles) – niemiecka aktorka teatralna i filmowa pochodzenia żydowskiego. Zdobywczyni Pucharu Volpiego dla najlepszej aktorki, dwukrotnie nominowana do nagrody Złotego Globu.

## Zarys biografii
Ukończyła studium teatralne w Berlinie, a potem występowała w Teatrze Krajowym w Darmstadt. Po dojściu do władzy hitlerowców wyjechała do Paryża, gdzie występowała w nocnych klubach. Wraz z siostrą, Irene, tworzyły duet wokalny Les Soeurs Viennoises. Po kilku latach przeniosła się do Londynu, a potem do USA.
W filmie zadebiutowała w 1933. Pierwszą znaczącą rolę filmową zagrała w obrazie Tajny agent Alfreda Hitchcocka (1936). Przez następne 10 lat występowała w filmach brytyjskich.
W 1943 poślubiła aktora Rexa Harrisona i wyjechała z nim do Hollywood w 1945. Do Niemiec powróciła w 1954.

## Wybrana filmografia
| - 1933 Rivaux de la piste - 1935 Crime Unlimited – Natasza - 1936 The First Offence – Jeanette Wolf's Clothing – Lydia Tajny agent (Secret Agent) – Lili - 1937 Good Morning, Boys – Yvette Command Performance – Susan The Great Barrier – Lou - 1938 Crackerjack – baronessa von Haltz - 1939 A Girl Must Live – Clytie Devine - 1940 Sunset in Vienna – Gelda Sponek Blind Folly – Valerie The Door with Seven Locks – June Lansdowne - 1942 Thunder Rock – Melanie Kurtz - 1943 The Gentle Sex – Erna Debruski - 1944 English Without Tears – Brigid Knudsen - 1945 The Rake's Progress – Rikki Krausner - 1946 Beware of Pity – baronessa Edith de Kekesfalva Cloak and Dagger – Gina - 1947 Body and Soul – Peg Born - 1948 Kobieta bez skazy (No Minor Vices) – April Ashwell My Girl Tisa – Tisa Kepes - 1949 Hans le marin – Cyganka Tania - 1951 The Long Dark Hall – Mary Groome - 1952 The Four Poster – Abby Edwards Omnibus (serial TV) – Anne Boleyn - 1954 Feuerwerk – Iduna - 1955 Der Teufel in Seide – Melanie - 1956 Anastasia - Die letzte Zarentochter – Anna Anderson Hallmark Hall of Fame (serial TV) – Katherina Zwischen Zeit und Ewigkeit – Nina Bohlen - 1957 Wie ein Sturmwind – Marianne Eichler Der gläserne Turm – Katja Fleming - 1958 Montparnasse 19 – Béatrice Hastings Eine Frau, die weiss, was sie will – Julia Klöhn/Angela Cavallini Dziewczęta w mundurkach (Mädchen in Uniform) – Elisabeth von Bernburg La Vie à deux – Odette de Starenberg | - 1959 But Not for Me – Kathryn Ward - 1960 Conspiracy of Hearts – matka Katarzyna Profesja pani Warren (Frau Warrens Gewerbe) – Kitty Warren - 1961 Frau Cheneys Ende – pani Cheney Le rendez-vous de minuit – Eva/Anne Leuven The Pleasure of His Company – Katharine "Kate" Dougherty - 1962 The Counterfeit Traitor – pani Marianne Möllendorf Julio, jesteś czarująca! (Adorable Julia) – Julia Lambert Finden sie, daß Constanze sich richtig verhält? – Constanze Calonder Lewiatan (Leviathan) – żona - 1963 Miracle of the White Stallions – Vedena Podhajsky - 1965 Operacja Kusza (Operation Crossbow) – Frieda The Amorous Adventures of Moll Flanders – Dutchy Wózek dla wnuka (Le Tonnerre de Dieu) – Marie Brassac - 1966 Der Kongreß amüsiert sich – księżna Metternich Le voyage du père – Isabelle Quantin - 1967 Zwei Girls vom roten Stern – Olga Nikołajewna Walet karowy (Jack of Diamonds) – ona sama Dziennik Anny Frank (The Diary of Anne Frank) – Edith Frank - 1968 Nobody Runs Forever – Sheila Quentin Król Edyp (Oedipus the King) – Jokasta Sebastian – Elsa Shahn - 1969 Hard Contract – Adrianne De Sade – pani de Montreuil La residencia – pani Fourneau - 1970 La peau de torpedo – Helen Hauser's Memory – Anna Hauser - 1971 Zabójstwa przy Rue Morgue (Murders in the Rue Morgue) – pani Charron - 1972 Diabólica malicia – dr Viorne - 1974 Lotte in Weimar – Lotte Derrick (serial TV, odc. Johanna) – Johanna Jensen/Martha Balke - 1978 Chłopcy z Brazylii (The Boys from Brazil) – Esther Lieberman - 1982 Feine Gesellschaft - beschränkte Haftung – Hilde - 1983 Imaginary Friends – Ellen Pitblado - 1985 Pakt Holcrofta (The Holcroft Covenant) – Althene Holcroft - 1986 Piotr Wielki (Peter the Great) (serial TV) – Natalia |

## Nagrody
- Nagroda na MFF w Wenecji Puchar Volpiego dla najlepszej aktorki: 1953 The Four Poster